# Diocesi di Meru
La diocesi di Meru (in latino Dioecesis Meruensis) è una sede della Chiesa cattolica in Kenya suffraganea dell'arcidiocesi di Nyeri. Nel 2021 contava 1 036 855 battezzati su 3 336 685 abitanti. È retta dal vescovo Salesius Mugambi.

## Territorio
La diocesi comprende le contee di Meru e di Tharaka-Nithi nella parte centrale del Kenya.
Sede vescovile è la città di Meru, dove si trova la cattedrale di San Giuseppe.
Il territorio è suddiviso in 80 parrocchie, che fanno capo a 8 decanati: Igembe, Tigania, Buuri, Imenti nord, Imenti centro, Imenti sud, Meru sud e Tharaka.

## Storia
La prefettura apostolica di Meru è stata eretta il 10 marzo 1926 con il breve Tanquam sublimi di papa Pio XI, ricavandone il territorio dal vicariato apostolico del Kenya (oggi arcidiocesi di Nyeri).
Il 7 maggio 1953 la prefettura apostolica è stata elevata a diocesi con la bolla Progreditur continenter di papa Pio XII. Originariamente era suffraganea dell'arcidiocesi di Nairobi.
Il 20 febbraio 1956, il 9 dicembre 1976 e il 9 giugno 1986 ha ceduto porzioni del suo territorio a vantaggio dell'erezione rispettivamente delle prefetture apostoliche di Kitui e di Garissa (oggi entrambe diocesi) e della diocesi di Embu.
Il 21 maggio 1990 è entrata a far parte della provincia ecclesiastica dell'arcidiocesi di Nyeri.
Il 15 dicembre 1995 ha ceduto un'altra porzione del suo territorio a vantaggio dell'erezione del vicariato apostolico di Isiolo (oggi diocesi).

## Cronotassi dei vescovi
Si omettono i periodi di sede vacante non superiori ai 2 anni o non storicamente accertati.
- Giuseppe Balbo, I.M.C. † (1926 - 1929 dimesso)
  - Carlo Re, I.M.C. † (1930 - 16 settembre 1936 dimesso) (amministratore apostolico)
- José Nepote-Fus, I.M.C. † (16 settembre 1936 - 8 luglio 1948 nominato amministratore apostolico di Rio Branco)
  - Carlo Maria Cavallera, I.M.C. † (? - 3 marzo 1954 dimesso) (amministratore apostolico)
- Lorenzo Bessone, I.M.C. † (3 marzo 1954 - 7 aprile 1976 deceduto)
- Silas Silvius Njiru † (9 dicembre 1976 - 18 marzo 2004 ritirato)
- Salesius Mugambi, succeduto il 18 marzo 2004

## Statistiche
La diocesi nel 2021 su una popolazione di 3 336 685 persone contava 1 036 855 battezzati, corrispondenti al 31,1% del totale.
| anno | popolazione | popolazione | popolazione | presbiteri | presbiteri | presbiteri | presbiteri                | diaconi | religiosi | religiosi | parrocchie |
| anno | battezzati  | totale      | %           | numero     | secolari   | regolari   | battezzati per presbitero | diaconi | uomini    | donne     | parrocchie |
| ---- | ----------- | ----------- | ----------- | ---------- | ---------- | ---------- | ------------------------- | ------- | --------- | --------- | ---------- |
| 1949 | 11 873      | 308 000     | 3,9         | 22         |            | 22         | 539                       |         | 29        | 37        | 9          |
| 1970 | 142 300     | 1 043 600   | 13,6        | 64         | 20         | 44         | 2 223                     |         | 57        | 121       | 26         |
| 1980 | 262 705     | 1 118 000   | 23,5        | 57         | 21         | 36         | 4 608                     |         | 54        | 131       | 29         |
| 1990 | 466 285     | 1 398 856   | 33,3        | 64         | 26         | 38         | 7 285                     |         | 56        | 153       | 30         |
| 1999 | 676 252     | 2 018 250   | 33,5        | 88         | 41         | 47         | 7 684                     |         | 65        | 272       | 31         |
| 2000 | 689 777     | 2 623 725   | 26,3        | 117        | 69         | 48         | 5 895                     |         | 66        | 272       | 34         |
| 2001 | 710 470     | 1 950 000   | 36,4        | 123        | 82         | 41         | 5 776                     |         | 59        | 285       | 36         |
| 2002 | 713 550     | 1 950 585   | 36,6        | 118        | 80         | 38         | 6 047                     |         | 57        | 291       | 38         |
| 2003 | 720 685     | 2 050 000   | 35,2        | 124        | 83         | 41         | 5 811                     |         | 62        | 237       | 38         |
| 2004 | 737 821     | 2 152 535   | 34,3        | 138        | 93         | 45         | 5 346                     |         | 69        | 283       | 40         |
| 2013 | 846 000     | 2 724 000   | 31,1        | 168        | 127        | 41         | 5 035                     |         | 58        | 398       | 60         |
| 2016 | 906 554     | 2 920 091   | 31,0        | 198        | 154        | 44         | 4 578                     |         | 71        | 402       | 64         |
| 2019 | 984 100     | 3 166 900   | 31,1        | 168        | 136        | 32         | 5 857                     |         | 59        | 402       | 77         |
| 2021 | 1 036 855   | 3 336 685   | 31,1        | 187        | 143        | 44         | 5 544                     |         | 71        | 369       | 80         |